# Orange Business Services
Orange Business Services — французька телекомунікаційна компанія, що входить до складу France Télécom. Штаб-квартира Orange Business Services розташована в Парижі.

## Історія
Orange Business Services отримала свою назву в 2006 році, до цього послуги надавалися під маркою Equant (у 2005 році France Télécom стала власником 100 % акцій цієї компанії).

## Власники і керівництво
100% компанії належить France Télécom.